# 나브힌드 타임스
나브힌드 타임스(The Navhind Times)는 영어로 발간되는 고아주의 신문이다. 고아의 수도 파나지에서 1963년 설립되었으며, 고아주에서 발간되는 신문사 세 곳 중에서 가장 많이 팔린다.